# Homalomena sarawakensis
Homalomena sarawakensis är en kallaväxtart som beskrevs av Henry Nicholas Ridley. Homalomena sarawakensis ingår i släktet Homalomena och familjen kallaväxter. Inga underarter finns listade.